# Enterococcus faecium
Enterococcus faecium (früher als Streptococcus faecium bezeichnet) ist eine Bakterienart aus der Gattung Enterococcus (eingedeutscht: Enterokokken). Enterococcus faecium kommt im Darm von Menschen und Tieren vor. Die Verwandtschaft mit Enterococcus faecalis ist sehr eng, aber E. faecium hat einige klinisch relevante Eigenschaften, die ihn von E. faecalis unterscheiden.

## Merkmale
Die Zellen von Enterococcus faecium verhalten sich grampositiv. Sie sind kokkenförmig und liegen in Paaren oder zu Ketten angeordnet vor. Enterococcus faecium verhält sich negativ im Katalase- und Oxidase-Test. Er kann sich in Anwesenheit und Abwesenheit von Sauerstoff vermehren, der Stoffwechsel ist somit fakultativ anaerob.
Auf Blutagar kann man meistens keine Hämolyse beziehungsweise γ-Hämolyse beobachten. Enterococcus faecium ist genau wie sein enger Verwandter Enterococcus faecalis weitgehend resistent gegenüber Gallensalzen und Optochin. Es ist thermotolerant (Wachstum noch bei 45 °C), sowie salztolerant (Wachstum in 6,5%iger NaCl-Lösung). Außerdem ist er zur Äskulinhydrolyse fähig. Er trägt das Lancefield-Gruppen-D-Antigen, aber die Extraktion des Antigens ist schwieriger als bei den Streptokokken, da dieses Antigen der Enterokokken auf einer zellwandgebundenen Teichonsäure basiert, die als C-Substanz fungiert.

## Klinische Bedeutung
Das Vorkommen im Darm allein hat keinen Krankheitswert. Wenn Antibiotika gegeben werden, kann E. faecium durch eine Resistenzbildung zum Hauptbestandteil der Darmflora werden.
Bisher konnten keine Toxine und nur wenige andere virulente Faktoren nachgewiesen werden, zum Beispiel eine Aggregationssubstanz.
Die pathogenen Stämme verursachen nosokomiale Infektionen bei Personen mit geschwächtem Immunsystem. Weiterhin können eine Endokarditis, sowie Cholecystitis, Blasenentzündung und Dekubitalulzera mit E. faecium entstehen. Komplikationen wie Urosepsis oder Peritonitis sind wegen der Resistenz des Erregers oft schwierig behandelbar.
Insgesamt findet sich E. faecium seltener in Infektionen als E. faecalis, allerdings ist der in den Jahren vor 2020 zunehmend beobachtete vancomycinresistente Enterococcus (faecium) (VRE) einer der am schwierigsten zu bekämpfenden Keime überhaupt.
Lebende Keime des Stamms Cernelle 68 (SF 68) von Enterococcus faecium werden zur Behandlung von Durchfallerkrankungen und zum Wiederaufbau der Darmflora in Form von Kapseln angeboten.

## Resistenzen
Natürliche Resistenzen bestehen gegenüber allen Cephalosporinen, Makroliden, Fusidinsäure und Sulfonamiden. Weiterhin ist die große Mehrheit der Isolate (ca. 90 %) resistent auch gegen Ampicillin und Amoxicillin. Diese Resistenz wird typischerweise nicht enzymatisch durch β-Lactamasen vermittelt, sondern durch Mutationen oder Überexpression des Penicillin-Bindeproteins 5. Daher kann sie meist auch nicht durch das Hinzugeben eines β-Lactamase-Inhibitors überwunden werden.

## Behandlung
Durch Enterococcus faecium verursachte Infektionen sind relativ schwierig mit Antibiotika zu behandeln, da nur wenige Antibiotika in Betracht kommen. Als Standardbehandlung kann eine Therapie mit Vancomycin betrachtet werden, wobei dies bei VRE (siehe oben) grundsätzlich unwirksam ist, aber auch Teicoplanin und Daptomycin kommen in Betracht. Als Alternativen (bei VRE) kommen Linezolid und Tigecyclin in Frage, bei unkomplizierten Harnwegsinfektionen (die allerdings nur selten durch E. faecium verursacht werden) evtl. auch Fosfomycin oder Nitrofurantoin.
In einer Studie mit Mäusen konnte die Kolonisation mit Vancomycin-resistenten E. faecium durch Implantation mit Bakterien der Gattung Barnesiella verhindert und rückgängig gemacht werden.